# Sanchi
Pour les articles homonymes, voir Sanchi (homonymie).
Sānchī (hindi : साँची ; ISO 15919 : sām̐cī) est un petit village de l'Inde, situé à 46 km au nord-est de Bhopal, dans la partie centrale de l'État du Madhya Pradesh célèbre pour son ensemble de monuments bouddhistes et en particulier le grand stūpa, un des sites parmi les plus visités en Inde. Sanchi n'est pas relié avec le bouddha historique, mais l'une des femmes d'Ashoka aurait habité à Vidisha, ville voisine dont elle portait le nom. Ce fut un lieu de pèlerinage jusqu'au XIIIe siècle.
Sous les Maurya, à l'époque d'Ashoka sans doute, au IIIe siècle av. J.-C., on construisit plusieurs édifices et le tumulus du grand stūpa. Le tumulus de ce grand stūpa (n°1) fut englobé dans une maçonnerie sous les Satavahana à la fin du Ier siècle av. J.-C., suivant un usage qui restera attesté dans tout le monde bouddhique jusqu'à l'époque moderne. D'autres stūpa ainsi que d'autres bâtiments religieux bouddhistes, tels que des monastères, complétèrent le site jusqu'au XIIe siècle. Cependant, à la suite de la contre-réforme hindouiste, les monuments de Sânchî furent oubliés et se détériorèrent par manque d'entretien.
Le site a été redécouvert en 1818 par un officier britannique, le général Taylor. Des archéologues amateurs et des chasseurs de trésor ravagent la zone jusqu'en 1881, où des mesures de restauration sont entreprises. Entre 1912 et 1919, les structures sont remises dans leur état actuel sous la supervision de l'archéologue anglais Sir John Marshall.
Il reste aujourd'hui cinquante monuments sur la colline de Sânchî, dont trois stūpa importants, et plusieurs temples en ruines.
Le site des Monuments bouddhiques de Sânchî est inscrit sur la liste du patrimoine mondial de l'UNESCO depuis 1989.
Il est également inscrit, avec Lumbini, lieu de naissance de Bouddha au Népal, et le grand vihara Somapura (Somapura Mahavihara) de Paharpur, l'un des plus célèbres viharas bouddhistes, situé au Bengladesh, dans le programme « Routes du patrimoine mondial des sites du patrimoine bouddhiste ».

## Le grand stūpa de Sanchi
L'ensemble du grand stūpa de Sanchi a un diamètre de 36 m environ.
Le stūpa est d'abord un mausolée qui est un lieu de pèlerinage. Les dévotions se font en tournant autour du stupa, dans le sens des aiguilles d'une montre. Cet espace de circumambulation est protégé par une balustrade de pierre (vedikâ) qui reproduit, en son principe constructif, une balustrade de bois comme on en construisait alors dans les villages. L'ensemble du grand stūpa de Sanchi, avec la balustrade, a un diamètre de 36 m environ. Les quatre toranas, qui sont des portiques sculptés, sont tournés vers les quatre points cardinaux, et permettent d'accéder au stūpa. Deux volées d'escalier, sur la face ouest, offrent un accès à un deuxième chemin de circumambulation (parikrama), sur un haut soubassement, légèrement débordant. Le stūpa est sommé d'un espace carré fermé par une autre balustrade. La restitution moderne n'a pu remonter les très vastes parasols qui surmontaient l'édifice, symboles de protection et signes du pouvoir, comme le mât central signifie l'axis mundi.
Son noyau était une structure de brique hémisphérique construite sur les reliques du Bouddha.

### Sestoranas
Dans les innombrables scènes qui couvrent les faces des piliers et des architraves, certaines sont centrées sur un évènement de la vie de Buddha, mais son image humaine est toujours évitée encore à cette époque. Chaque fois une forme adaptée à la scène permet de l'évoquer. Soit que l'on utilise l'arbre pipal, l'arbre de la Bodhi, en particulier lors du premier sermon, soit que l'on évoque le parinirvāṇa au moyen d'un stūpa… Chaque forme symbolique sert ainsi à identifier, même de loin, la scène représentée. La première représentation anthropomorphe de Buddha n'apparait qu'avec l'art gréco-bouddhique du Gandhara, contemporain des derniers toranas, au cours du premier siècle de notre ère.
- Le torana sud, qui semble être le plus ancien, porte une inscription gravée au milieu de l'architrave supérieure (face interne) dans le minuscule stūpa que l'on peut distinguer avec difficulté. Cette inscription signale « le don d'Anamda, fils de Vasithi (et) chef des artisans du roi Siri Satakarni » : probablement Satakarni Ier des Satavahana qui aurait régné au Ier siècle[4].
- Le torana est est celui qui montre le plus grand savoir-faire[5] dans les scènes les plus complexes : pour représenter l'espace dans le faible relief des sculptures et pour mettre en scène un large éventail de personnages dans les attitudes les plus variées. Les corbeaux qui semblent soutenir l'extrémité des jambages de porte sont constitués d'aimables yakshi qui tiennent chaque fois la branche d'un arbre couvert de fruits. Ce motif - la femme qui touche l'arbre porteur de fleurs ou de fruits - a traversé les siècles de l'art indien jusqu'à aujourd'hui.
- Sur le torana nord on trouve plusieurs scènes situées dans des villes dont l'architecture est figurée avec des solutions singulières adaptées à l'espace du panneau et à la scène représentée, toujours très dense. Lorsqu'un char attelé de chevaux sort par une des portes de la ville, les volumes saillants des tours, la nature des différents matériaux, mais aussi la hiérarchie des personnages, tout trouve sa formule sans laisser un seul espace vide[6].
- La face intérieure des architraves du torana ouest, bien visibles du haut des escaliers qui desservent le passage supérieur, mettent en scènes de nombreux personnages qui illustrent le  Chaddanta Jataka, l'histoire du bodhisattva incarné en un éléphant à six défenses[7]. Un épisode du « partage des reliques » à la mort de Bouddha, alors que des rois se les disputaient[8].

Sur tous les toranas quelques endroits sont attitrés à certains types de motifs. Ainsi, à la base des piliers, sur la face correspondant au passage des pèlerins on retrouve toujours des gardiens: dvarapalas, figures de grande taille, débonnaires; toutefois certains portent une pique. Ailleurs, au-dessus des piliers, dans la partie qui supporte la première architrave des animaux ou des nains, ganas, de grande taille, assument le poids des blocs monumentaux. Tandis que les autres grands panneaux permettent de développer les moments les plus importants des histoires dans le premier bouddhisme: la vie de Buddha, ses vies antérieures et des scènes d'adoration.

## Stupa N°2

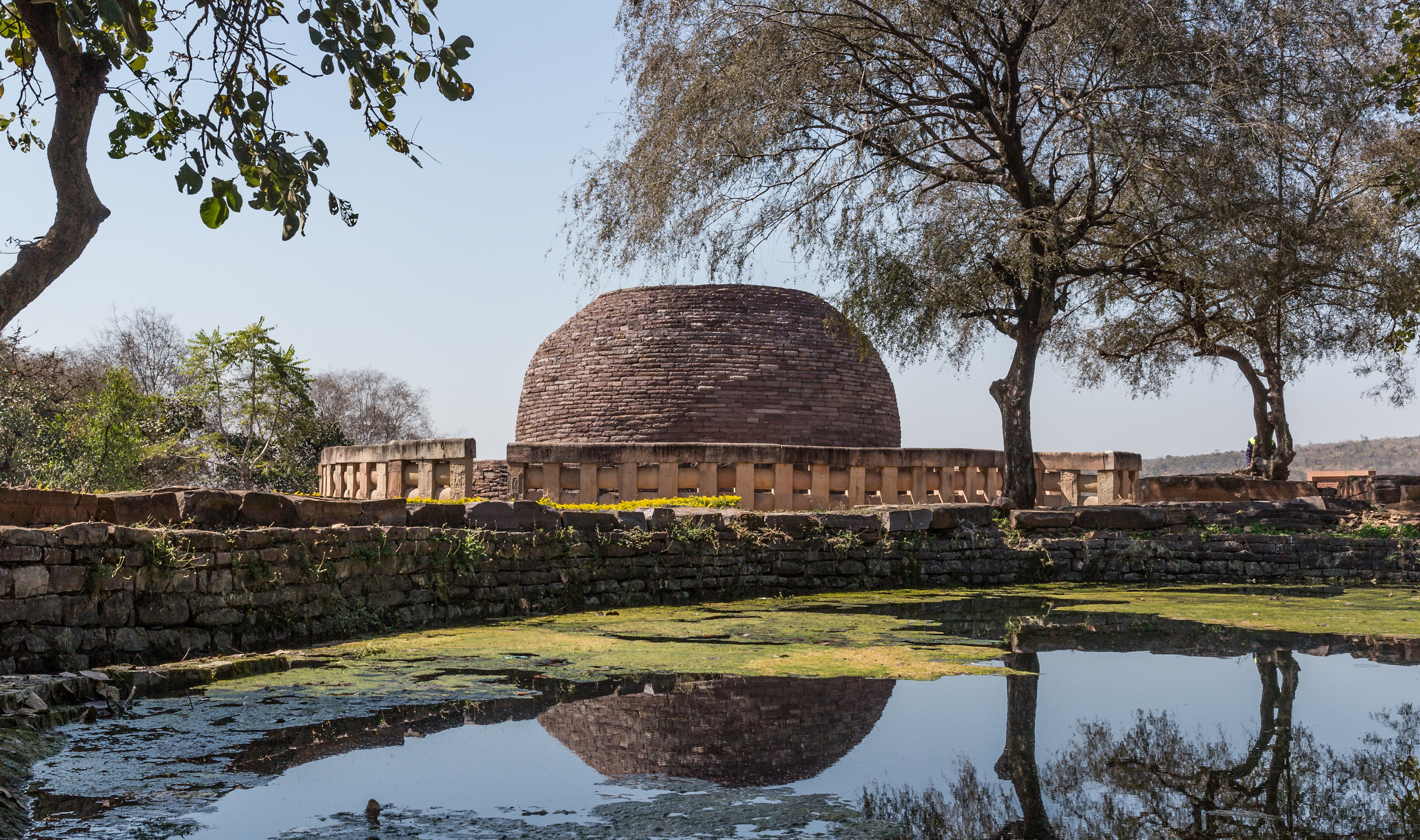
Le Stupa N°2 à Sanchi.

Le Stupa N° 2 à Sanchi, est l'un des plus anciens stupas bouddhistes en Inde. Il est d'un intérêt particulier puisque c'est le premier cas connu d'importants reliefs décoratifs en Inde, probablement antérieur aux reliefs du Temple de la Mahabodhi à Bodhgaya, ou aux reliefs de Bharhut. Ce stupa présente ce qui a été appelé « les plus vieilles décorations de stupa en existence. » Le Stupa numéro II de Sanchi est ainsi considéré comme le berceau des illustrations de Jataka en Inde.

## Le temple 17
Le temple le plus ancien construit qui nous soit parvenu est celui de Sanchi : le temple no 17. Il s'agit probablement d'un temple bouddhique, comme l'ensemble du site. Surélevé sur un soubassement, il est composé d'un sanctuaire (appareillé à joints vifs, initialement) et d'un porche à quatre colonnes à hautes bases carrées. Il aurait été construit au début du Ve siècle de l'ère commune. Il est peu décoré : seuls des lions couchés gardent un arbre sacré, sur chaque face du support de l'entablement. « Il est possible que le toit plat ait supporté une haute toiture aux arènes curvilignes, comme il en fut généralement aux époques suivantes. »

## Galerie

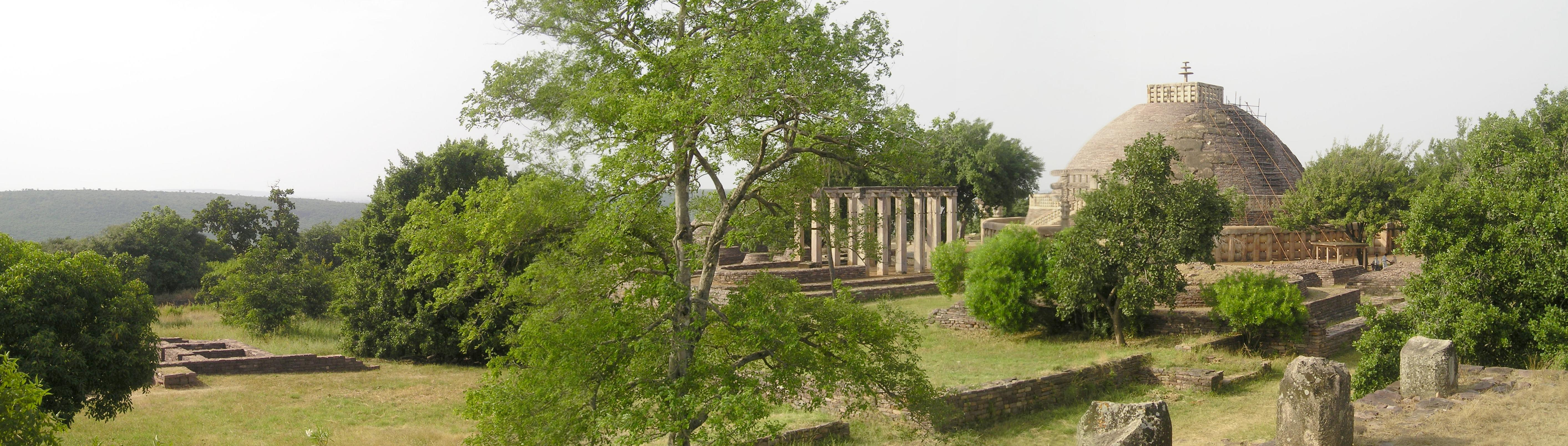
Panorama, de g. à d. : monastère, temple 18, grand stūpa (n° 1)
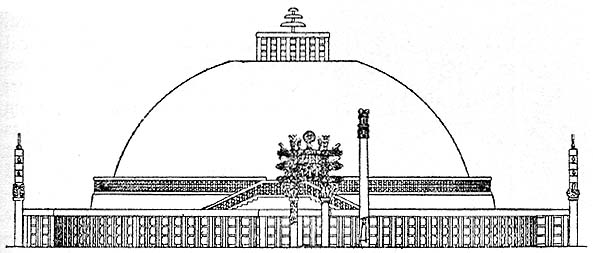
Dessin du grand stūpa restauré
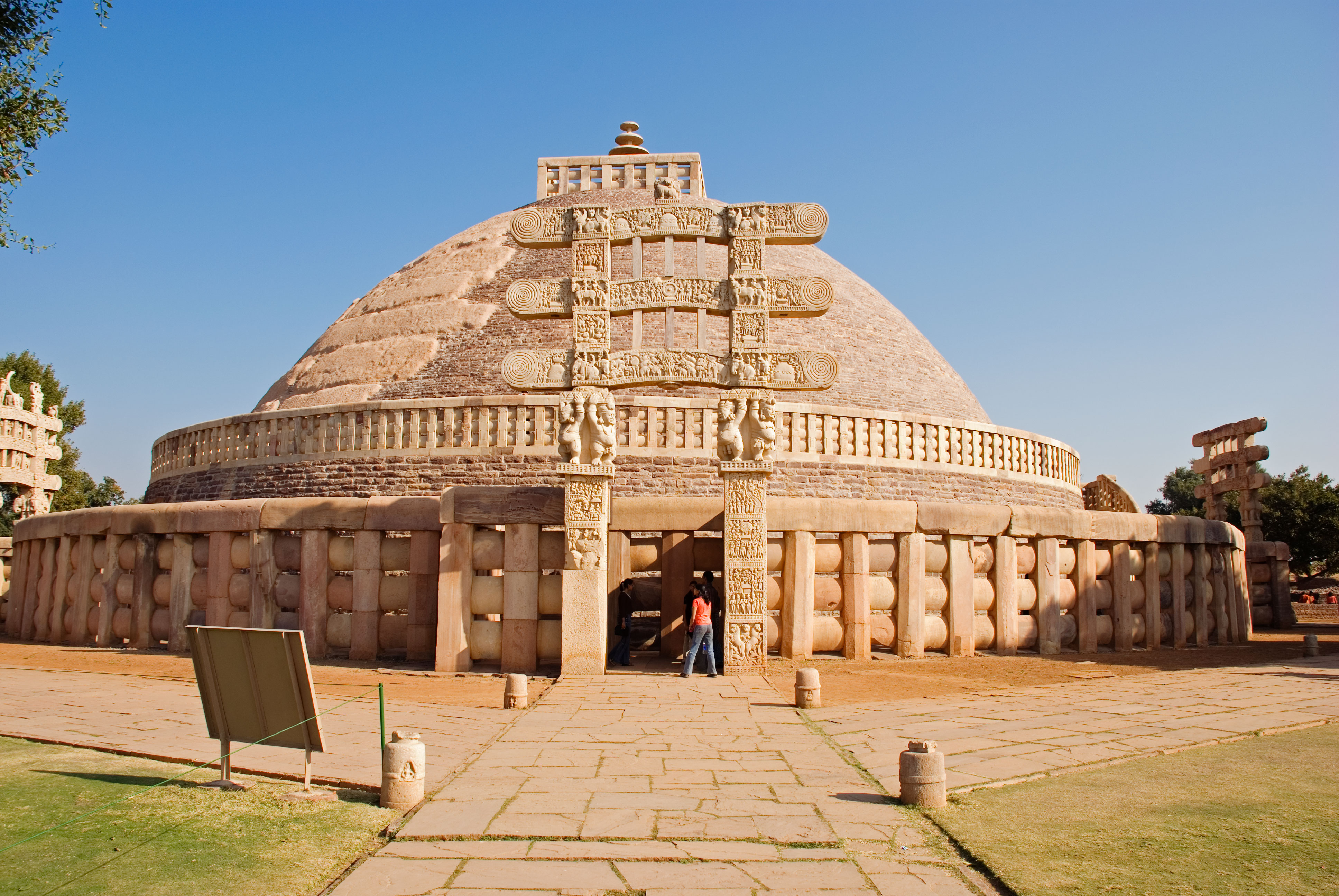
Grand stūpa, face ouest, aux nains. Face externe.
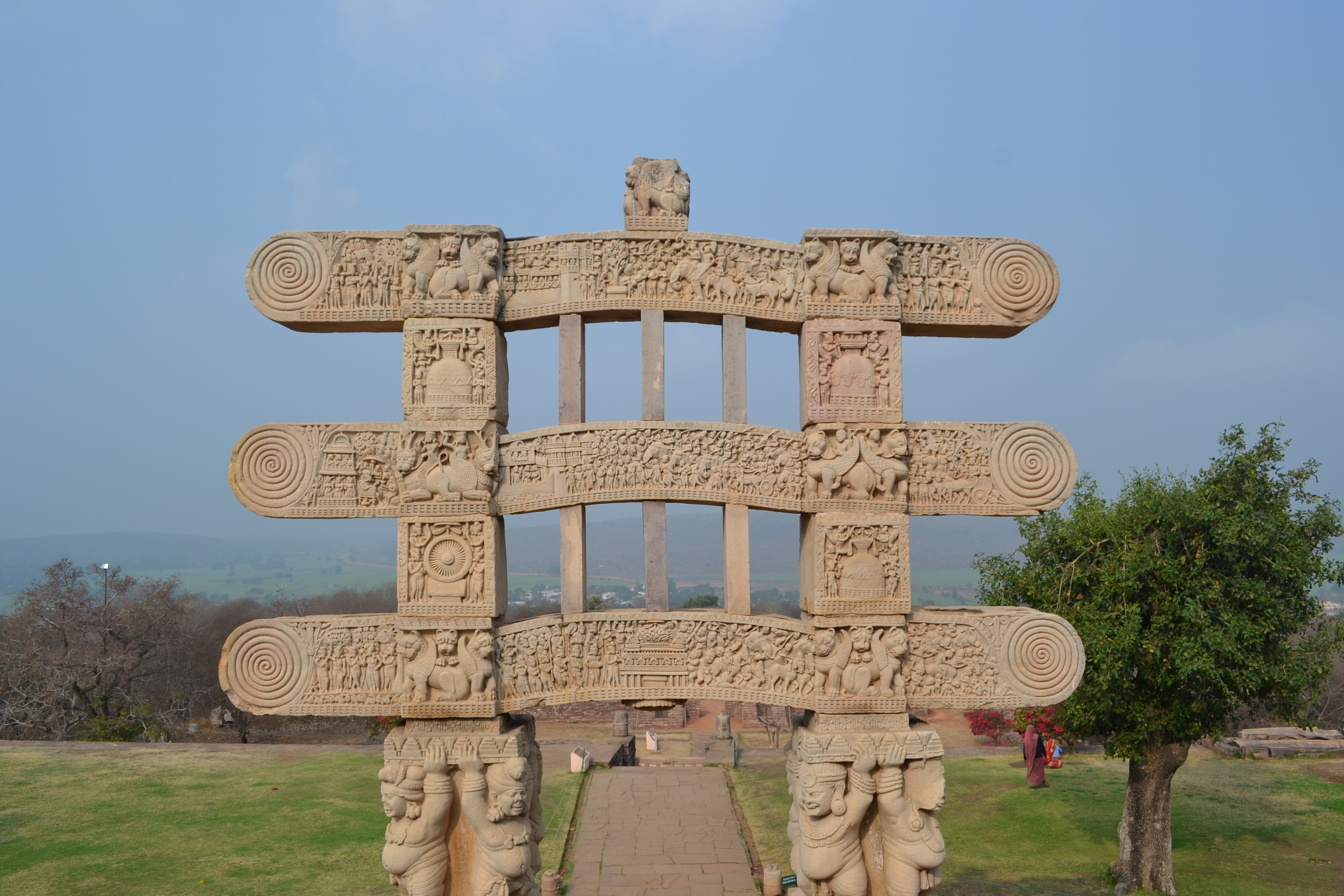
Grand stūpa, torana ouest. Face interne.
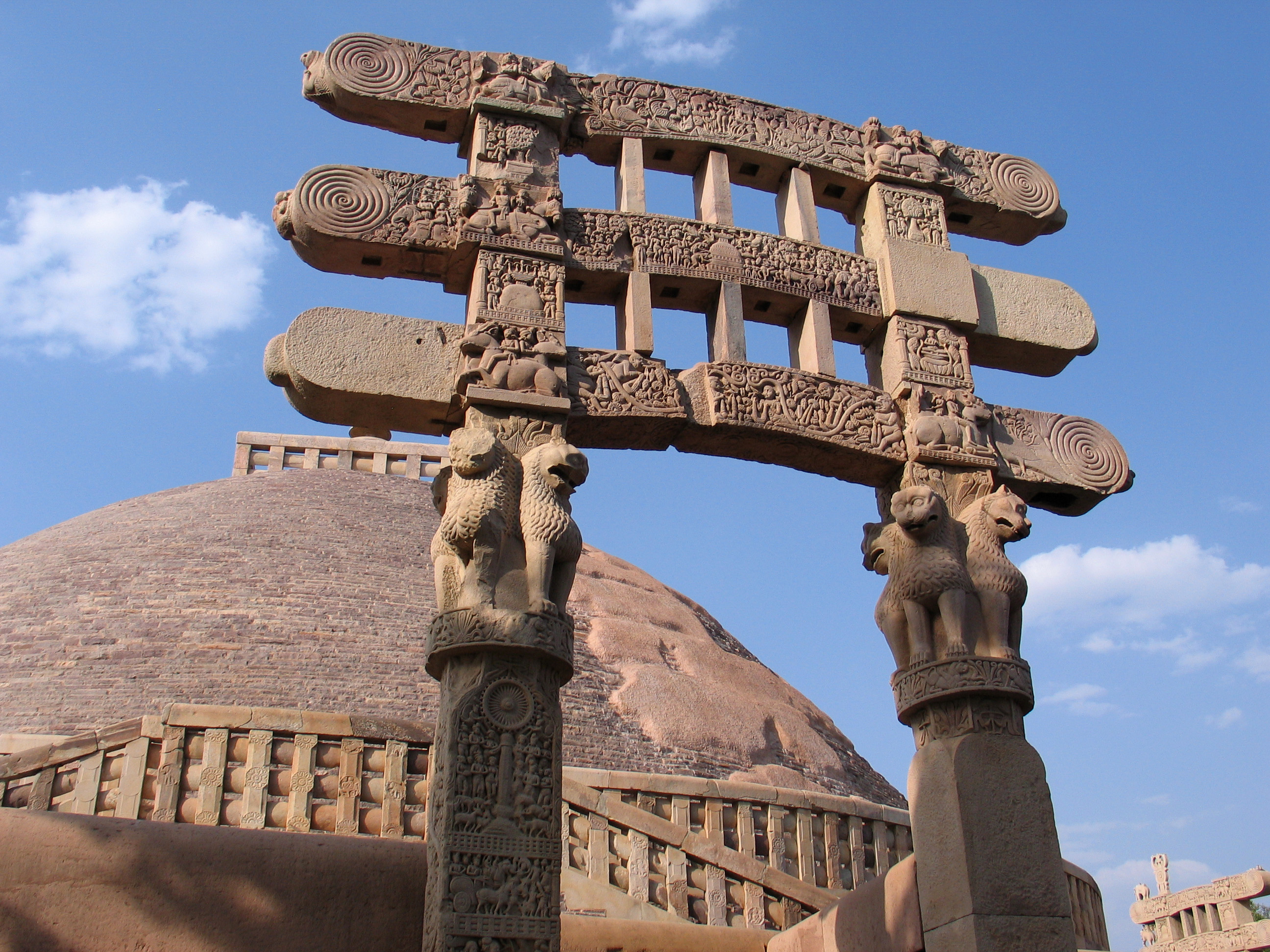
Grand stūpa, torana sud, aux lions. Face externe.
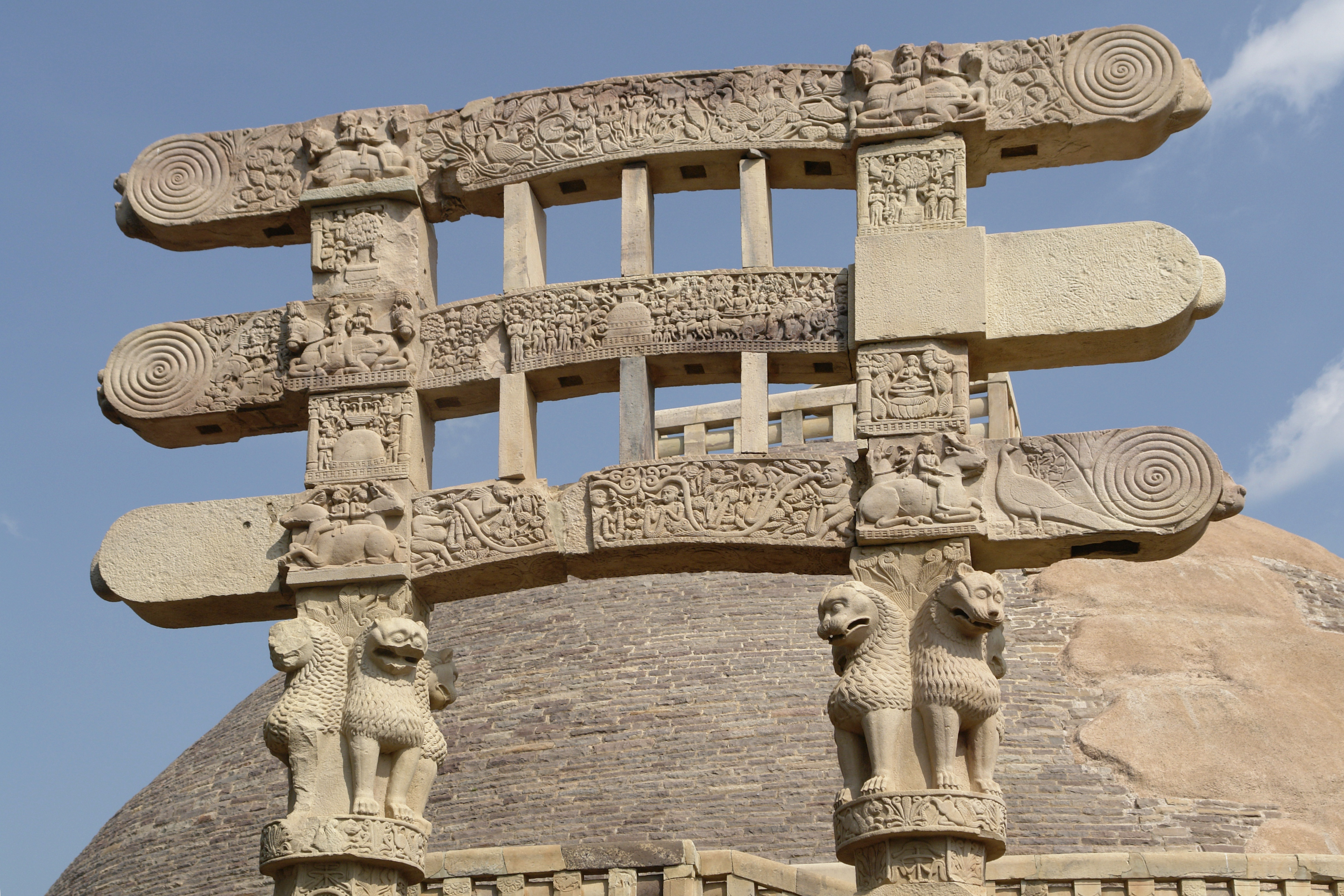
Grand stūpa, torana sud, aux lions. Face externe.
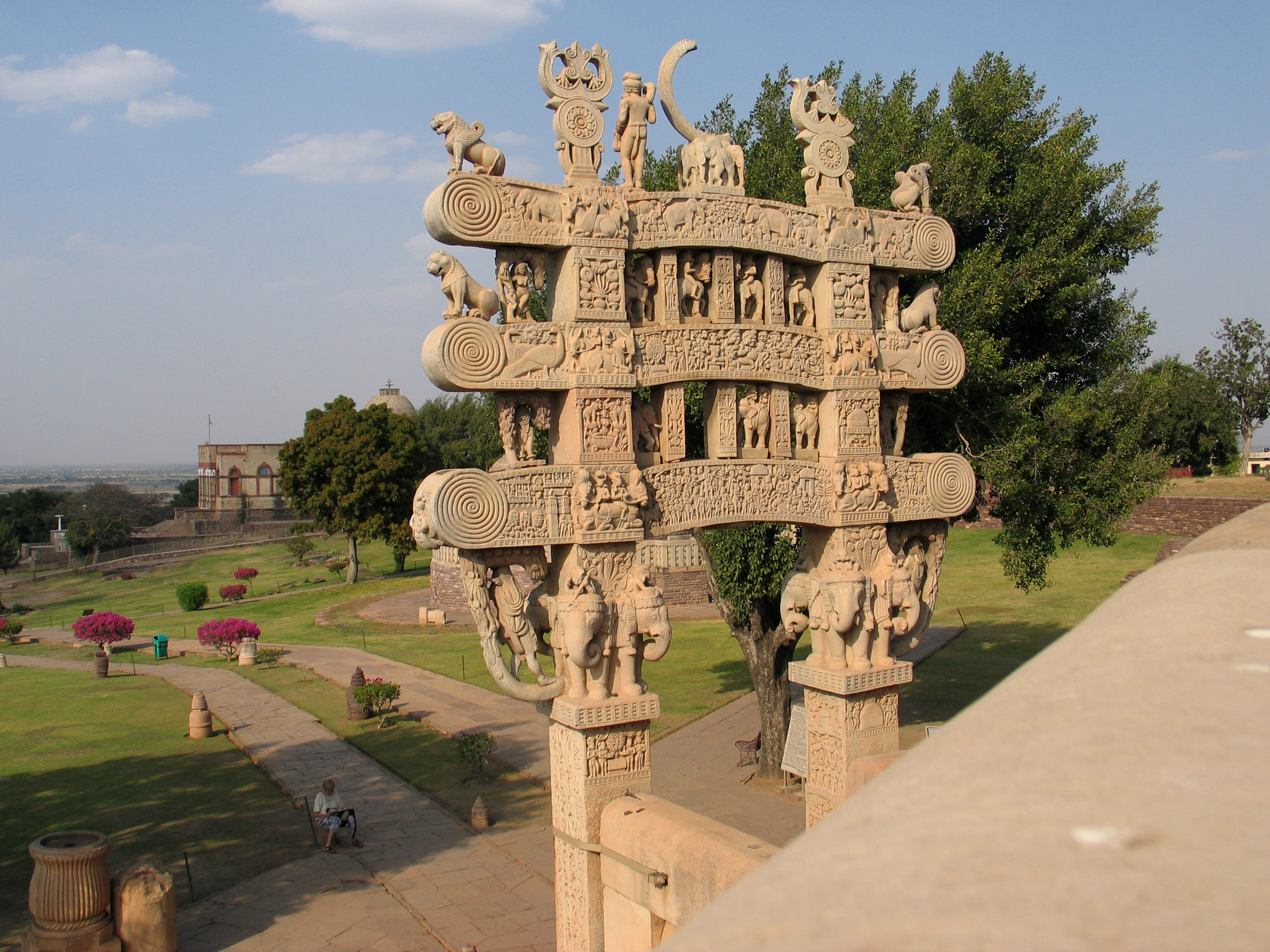
Grand stūpa, torana nord, aux éléphants. Au sommet : un fragment de la roue de la Loi, brisée. Face interne.
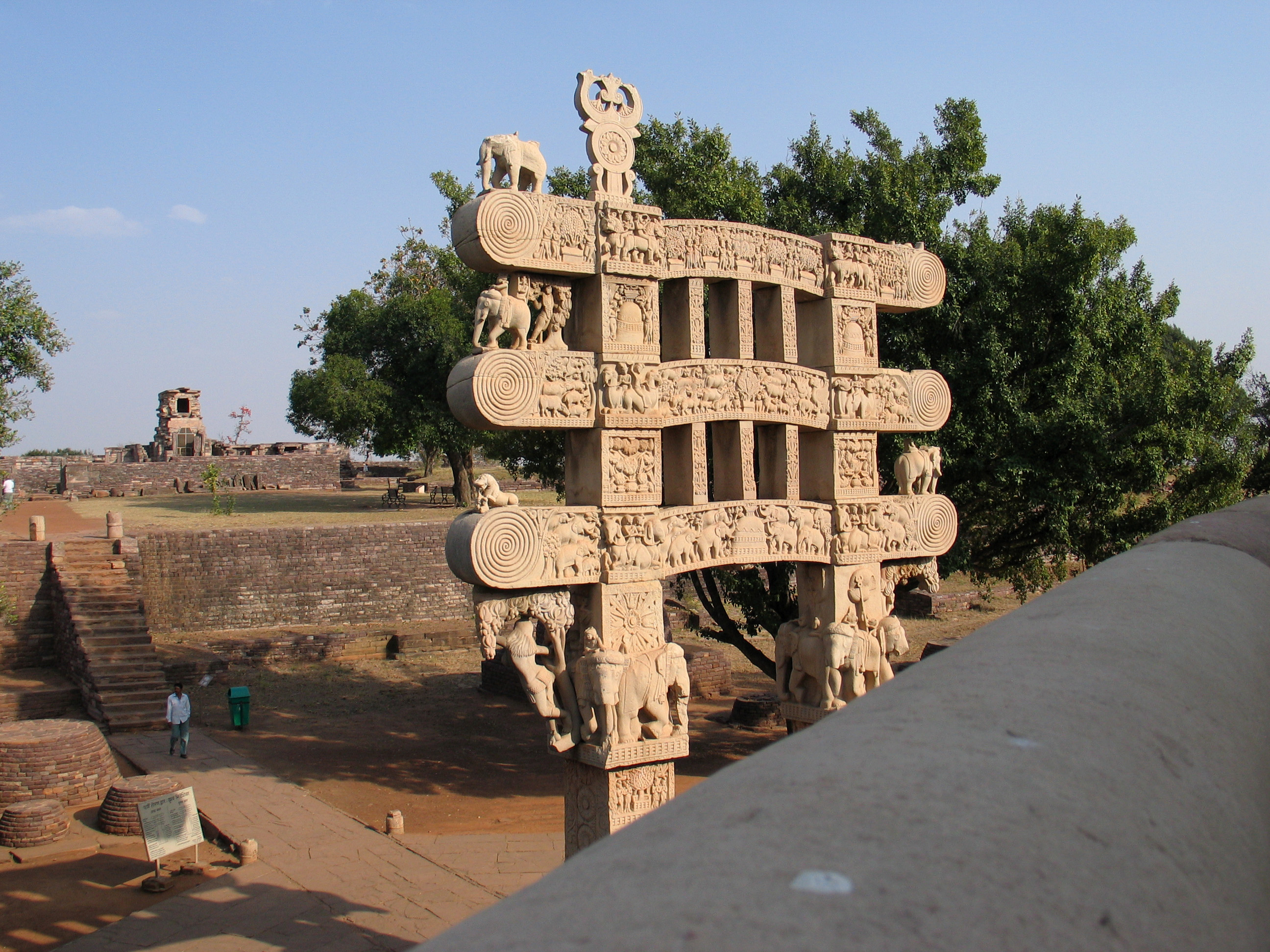
Grand stūpa, torana est, aux éléphants et à la célèbre yakshini à l'arbre. Face interne.
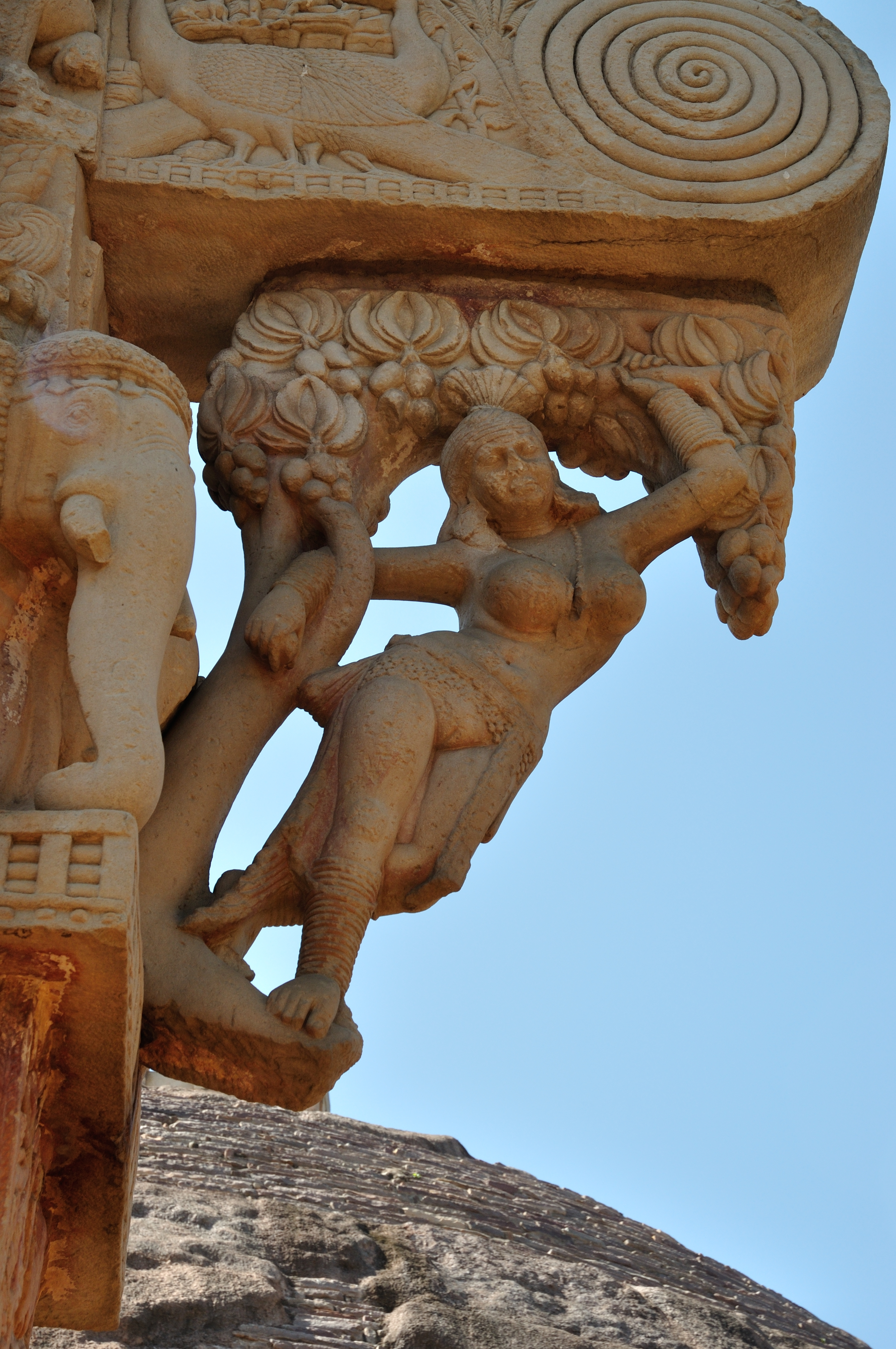
Grand stūpa, torana est, v. Ier siècle, yakshini à l'arbre.
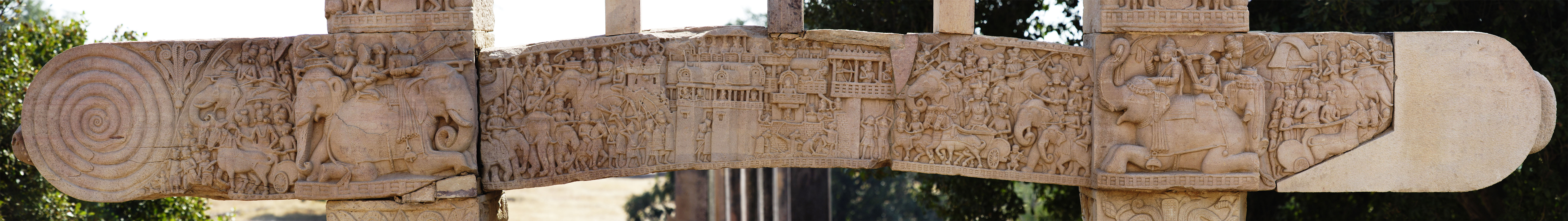
Grand stūpa, torana sud. Face interne. Siège de Kusinagara pour le partage des reliques.
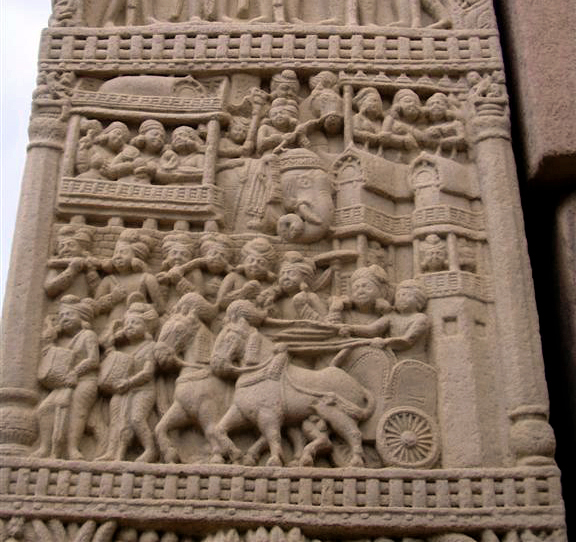
Grand stūpa, torana nord, face externe, pilier nord. Bas relief montrant la sortie d'un char par la porte d'une ville.
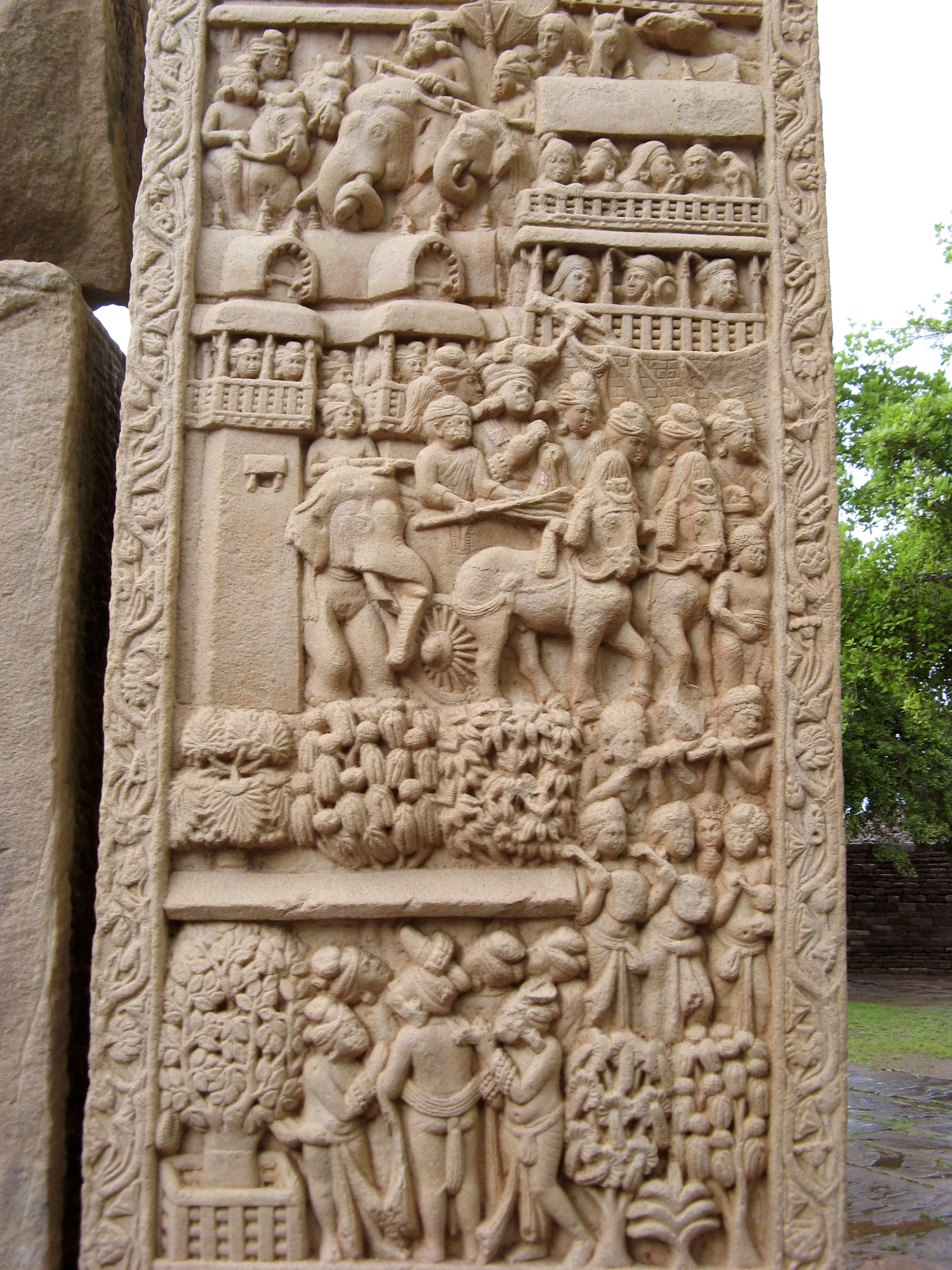
Grand stūpa, torana sud, face interne, pilier est. Bas relief montrant les passages verticaux, d'un espace à l'autre.
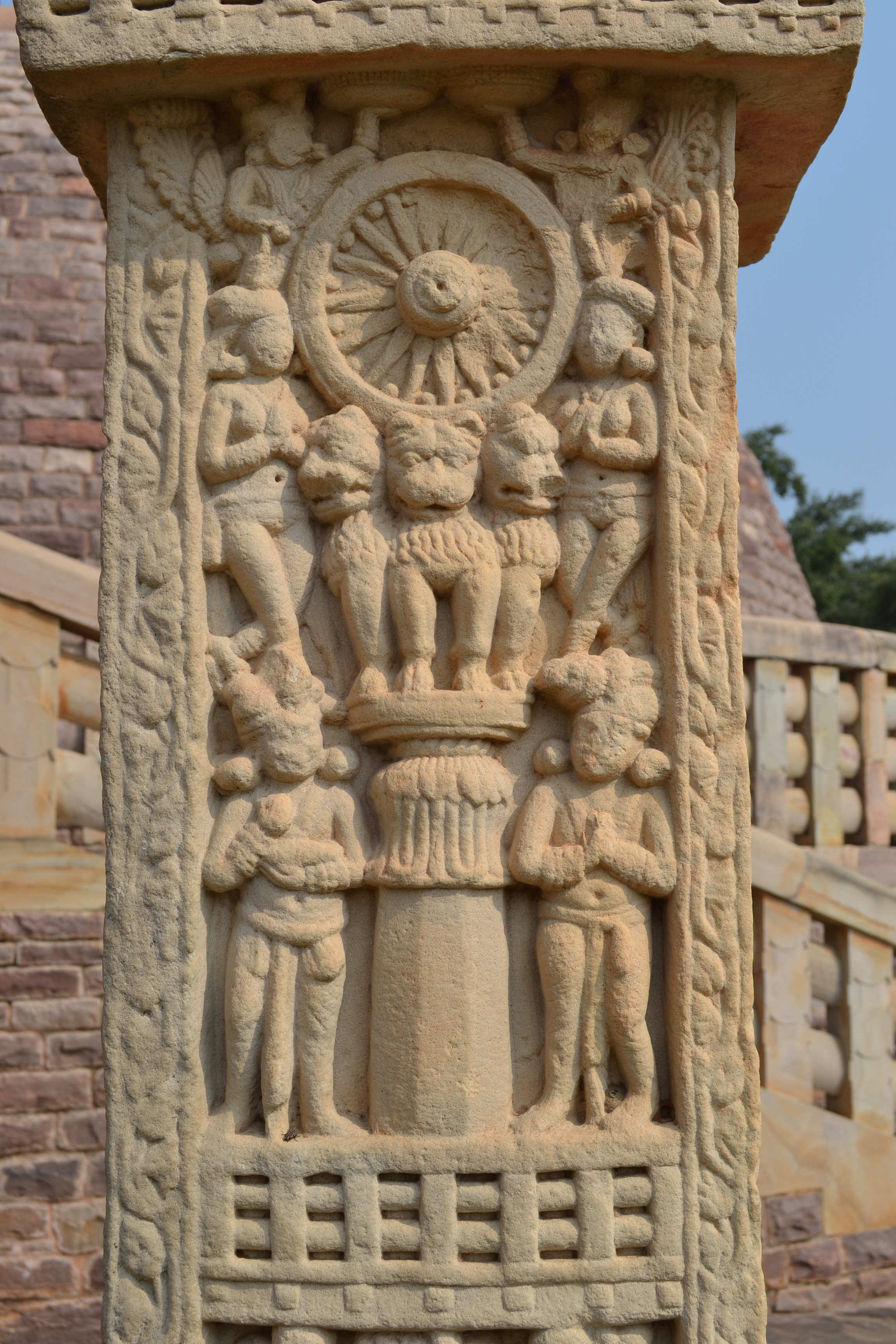
Colonne dite « d'Ashoka » (chapiteau original au musée de Sanchi). Stūpa n° 3, sur le seul torana : côté sud. Face externe.
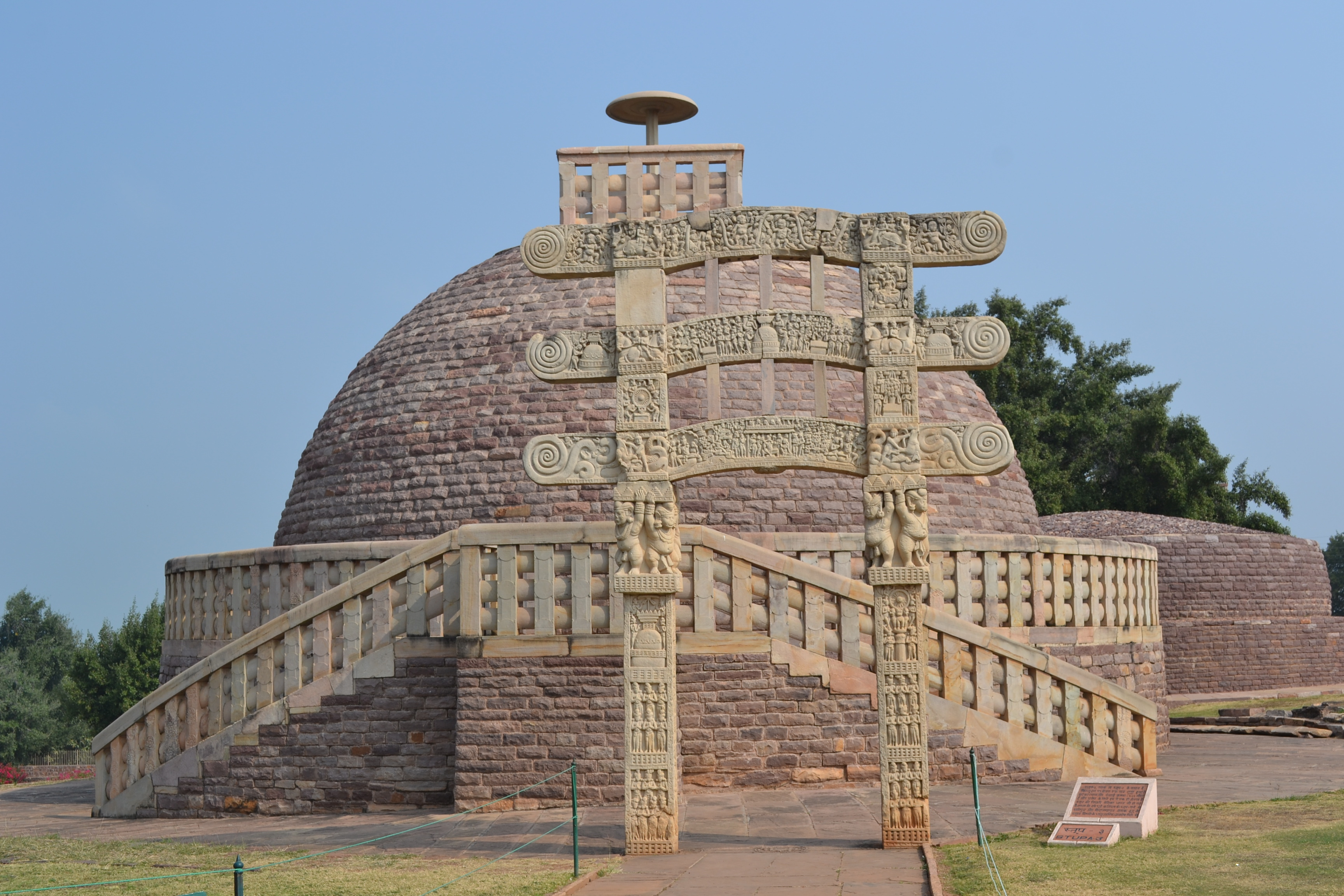
Stūpa n° 3 : côté sud, torana aux nains, gana-s. Fondé à l'époque d'Ashoka, reconstruit ensuite au début de notre ère.
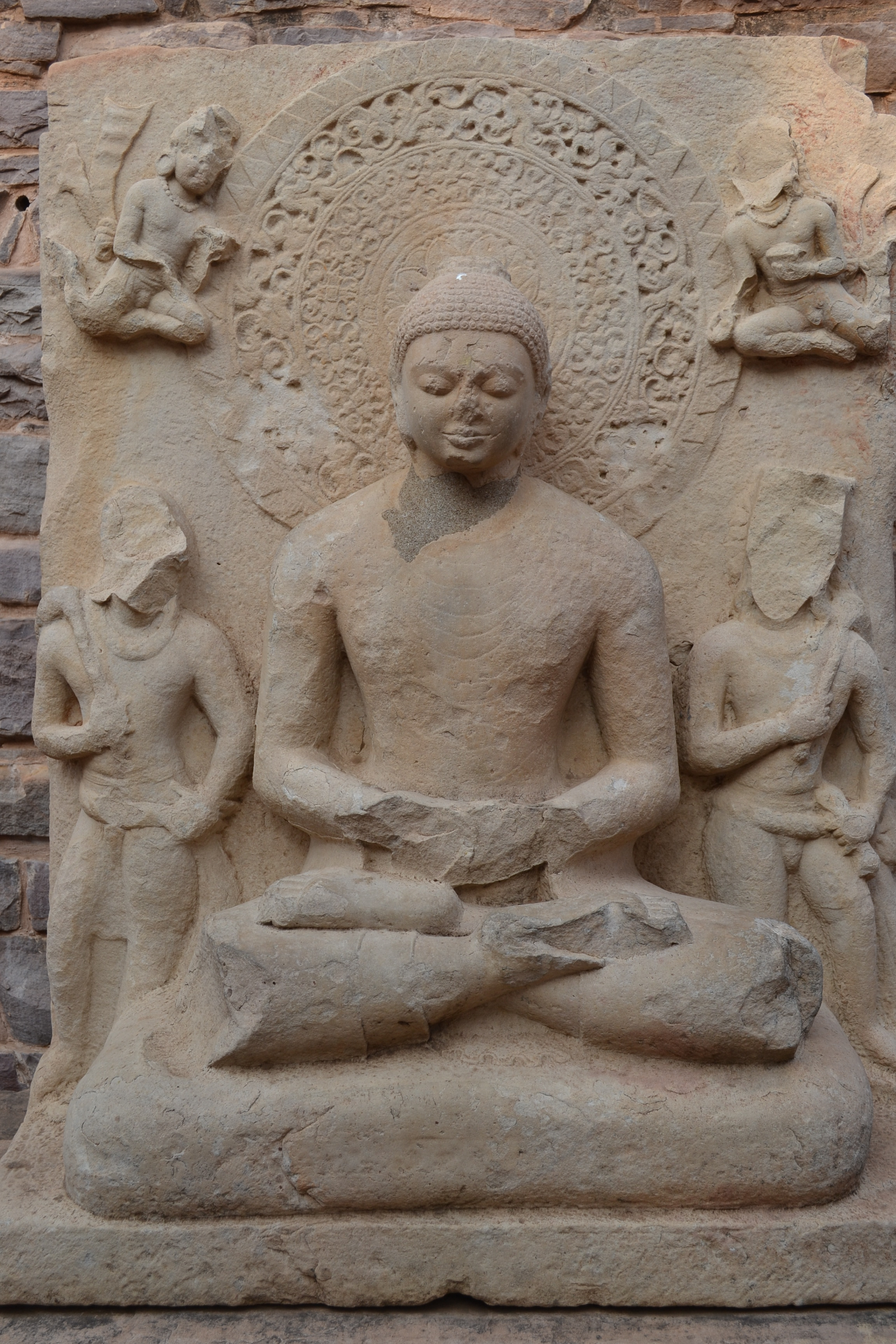
Buddha en méditation. Grand stūpa, torana ouest : galerie basse. Époque Gupta, Ve siècle
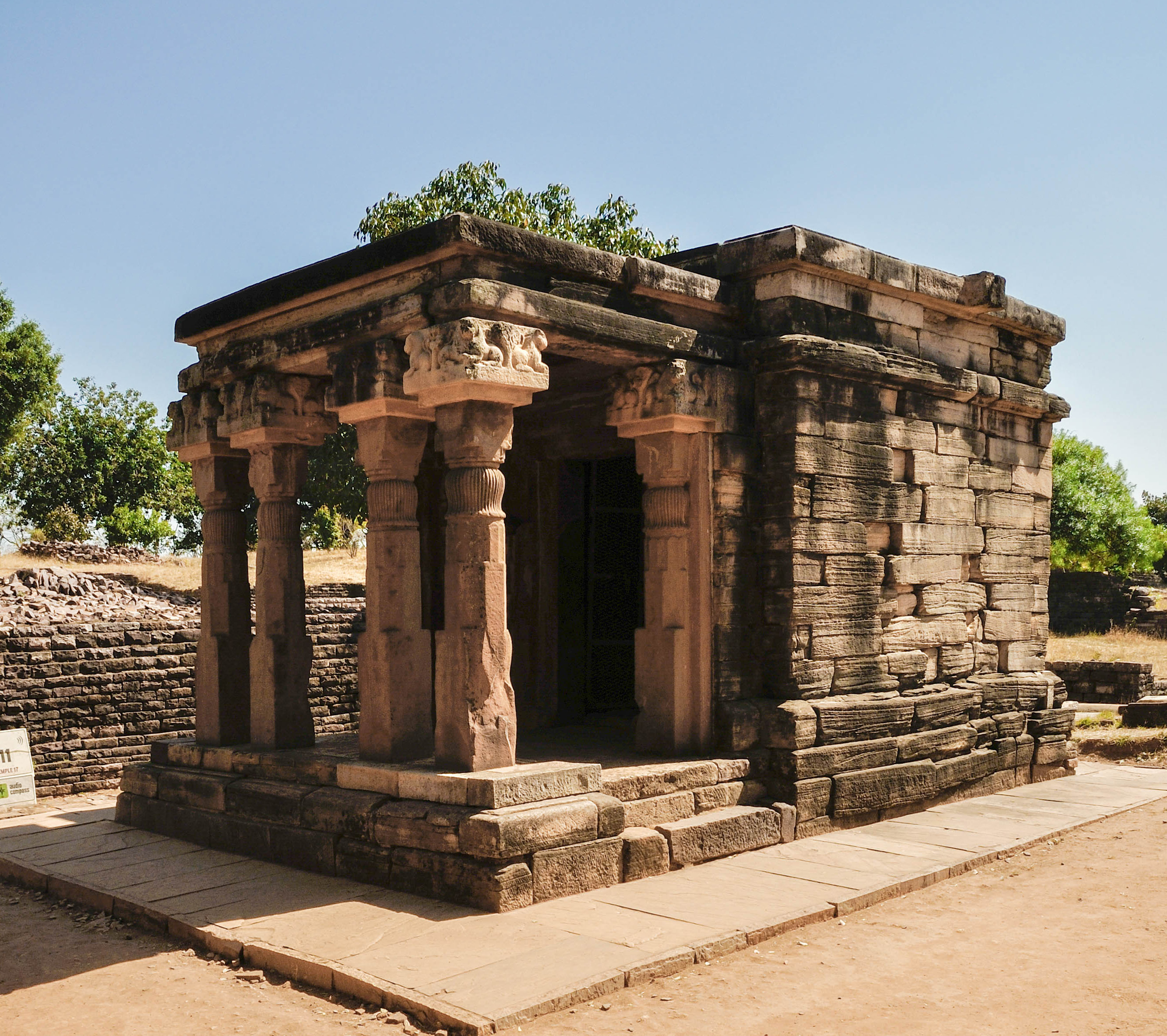
Temple 17. Époque Gupta, Ve siècle. Le premier exemple de temple bâti, en Inde. Cella à toit plat précédé d'un portique[12].
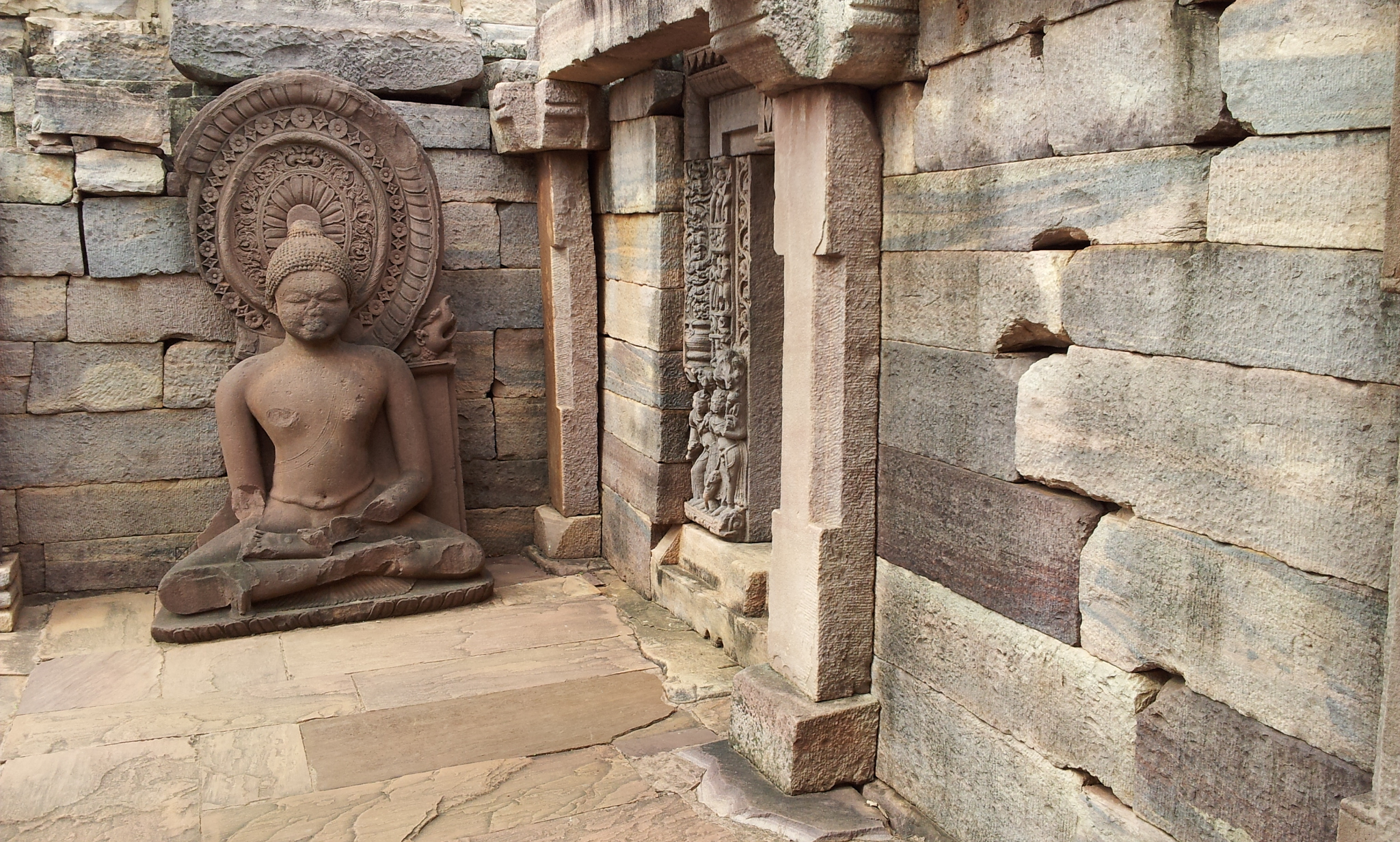
Buddha assis. Complexe 45, monastère, VIIe – Xe siècle
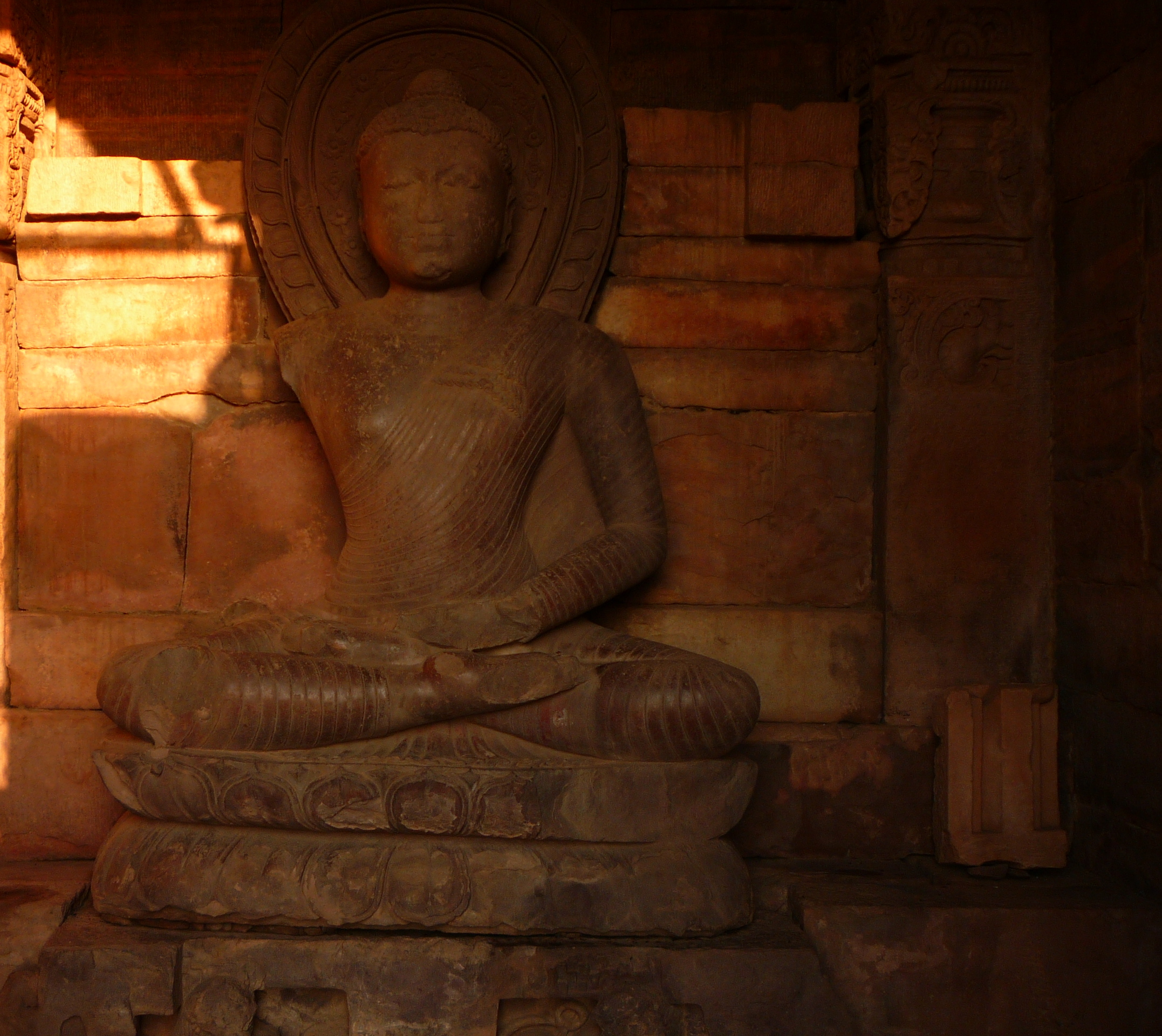
Buddha assis. Complexe 45, temple, IXe – Xe siècle